# Anna Tomaszewicz-Dobrska
Anna Tomaszewicz-Dobrska (ur. 13 kwietnia 1854 w Mławie, zm. 12 czerwca 1918 w Warszawie) – polska lekarka chorób kobiecych i pediatra, pierwsza kobieta z dyplomem lekarskim, która praktykowała na ziemiach polskich jako lekarz.

## Życiorys
Urodziła się jako jedna z sześciorga dzieci Władysława Tomaszewicza, naczelnika żandarmerii w wojsku carskim i pochodzącej ze zubożałej rodziny ziemiańskiej- Jadwigi Kołaczkowskiej. Wykształcenie średnie odebrała w Łomży, a w 1869 roku ukończyła z wyróżnieniem naukę w pensji Paszkiewiczowej w Warszawie. Później jeszcze przez dwa lata pobierała prywatne lekcje z nauk przyrodniczych, łaciny, greki, języków obcych. W wieku 17 lat wyjechała na studia medyczne do Zurychu, które ukończyła 6 lat później. W trakcie piątego roku studiów otrzymała asystenturę u neurologa i psychiatry Eduarda Hitziga w Klinice Psychiatrii Uniwersytetu Zuryskiego. Pracę doktorską napisała w 1877 roku pod kierunkiem Ludimara Hermanna. Studia uzupełniła w Wiedniu i w Berlinie. Dostała propozycję pracy w Japonii.
Po studiach powróciła do Warszawy, lecz nie mogła nostryfikować dyplomu ze względu na płeć. Jej aplikacja do Warszawskiego Towarzystwa Lekarskiego została odrzucona, zabrakło jej jednego głosu, pomimo pozytywnej opinii prezesa Towarzystwa, prof. Henryka Hoyera. W debacie publicznej, którą rozpoczął artykuł krytykujący studiujące kobiety i chwalący odrzucenie aplikacji Tomaszewicz, po jej stronie stanęli Aleksander Świętochowski i Bolesław Prus. Wobec niemożliwości praktykowania w kraju Tomaszewicz wyjechała nostryfikować dyplom do Sankt Petersburga. Niestety, krótko przed jej przybyciem, car wydał ukaz zabraniający kobietom studiowania w Zurychu. Uzyskany dyplom stracił ważność na obszarze państwa rosyjskiego. Akademia Medyko-Chirurgiczna szukała lekarki, która zaopiekuje się żonami z haremu sułtana tureckiego, który miał przebywać w mieście. Lekarka musiała znać języki obce, żeby mogła swobodnie rozmawiać z kobietami. Anna Tomaszewicz spełniała ten warunek, w związku z tym, uczelnia wyraziła zgodę, żeby przystąpiła do egzaminów nadających uprawnienia lekarskie.
W 1880 roku powróciła do Warszawy i rozpoczęła prywatną praktykę lekarską, specjalizując się w chorobach kobiecych i pediatrii. Rok później wzięła ślub z lekarzem Konradem Dobrskim, znanym i cenionym laryngologiem. Dwa lata później urodziła syna – Ignacego. Początkowo pracowała charytatywnie, lecząc głównie biedotę, miała też pacjentki wśród najbogatszych rodzin, dla których okazanie zaufania kobiecie-lekarzowi było demonstracją postępowości. Od 1882 roku przez następne 30 lat, pracowała jako lekarz w szpitalu położniczym. Jako pierwsza w Warszawie wykonała w 1896 roku cięcie cesarskie. Równocześnie z pracą w szpitalu, prowadziła wykłady dla akuszerek i pacjentek. Opracowała zasady higieny dla personelu. Leczyła różne kobiece dolegliwości, od chorób wenerycznych po problemy związane z ciążą i porodem. W tym czasie, u niej na oddziale śmiertelność kobiet rodzących spadła do 1%. Pod koniec lat 80. XIX wieku rozpoczęła pracę na pensji Jadwigi Papi jako lekarka szkolna i wykładowczyni higieny. Pracowała też jako opiekunka szwalni w Warszawskim Towarzystwie Dobroczynności, od 1912 roku jako lekarka w schronisku dla nauczycielek, później zaś w Towarzystwie Kolonii Letnich dla Dzieci.
W wieku 52 lat rozpoczęła aktywną działalność w Towarzystwie Kultury Polskiej, pisywała m.in. do tygodnika „Kultura Polska” i publicznie przemawiała na temat znaczenia praw kobiet. Uczestniczyła też w pracach organizacji kobiecych, organizując w 1881 i 1907 jubileusze ku czci Elizy Orzeszkowej. Jubileusz w 1907 roku posłużył jako pretekst do stworzenia zjazdu działaczek z trzech zaborów, który zorganizowała Melania Rajchmanowa.
Pochowana na cmentarzu Powązkowskim w Warszawie (kwatera 178-5-28/29).